# Stanislav Teofilovič Šacki
Stanislav Teofilovič Šacki (1878-1934) je zaslužni sovjetski teoretičar i praktičar pedagoške nauke. Dao je veliki doprinos razvoju ideja socijalnog vaspitanja i stvaranju eksperimentalnih školsko-vaspitnih ustanova. U tim ustanovama proveravane su ideje o uceničkom samoupravljanju, o vaspitanju i organizaciji života dece i o liderstvu u učeničkom kolektivu. Prvih godina bio je pristalica teorije slobodnog vaspitanja, zatim je bio više naklonjen Djuju. Posle 1917. stao je u red marksista. Od 1919. rukovodi Prvom oglednom stanicom za narodno obrazovanje , koja je bila uzor drugim školama. Poznatiji je po svom praktičnom pedagoškom radu.
Nasilničko preuzimanje vlasti od strane boljševika oštro je osudio Sveruski učiteljski savez, koji je (od decembra 1917. do marta 1918. godine), održao generalni štrajk na čelu sa Šackim. Ali u želji da služi svome narodu, počeo je da sarađuje sa Narkomprosom, dajući doprinos ne samo pedagoškoj praksi već i pedagoškoj teoriji.

## Pedagoški pogledi
Analizirajući različite uticaje na vaspitni process, Šacki je došao do saznanja da na razvoj deteta ne utiču genetski faktori, već socijalno-ekonomska sredina. Smatrao je da se do velikih otkrića, u procesu vaspitanja, ne može doći bez iskustva i eksperimentalnih istrazivanja. Zalaže se da se kod dece formira umešnost ujedinjenja snage za postizanje zajedničkih ciljeva, što znači odgovornost prema socijalnoj sredini I istovremeno udeo lične individualne osobine.
Školi je davao osnovnu ulogu u vaspitnom radu sa decom, tvrdio je da ona mora da bude najuže povezana sa životom i da bude centar vaspitnog uticaja sredine. U praksi i u svojim pedagoškim delima popularisao je ideju društveno-korisnog rada. Za Šackog su samostalnost i stvaralaštvo kod dece dva najvažnija faktora u procesu vaspitanjai učenja. Po njemu, cilj obrazovanja nije sakupljanje činjenica već razvoj mišljenja.